# James Denny
James Denny (* 20. September 1993 in Leeds) ist ein britischer Wasserspringer. Er startet für den Verein City of Leeds Diving Club im Kunst-, Turm- und im 10-m-Synchronspringen.

## Karriere
Im Jahr 2005 begann Denny in seiner Heimatstadt Leeds mit dem Wasserspringen. 2011 nahm er erstmals an einem internationalen Wettbewerb teil. Bei den Jugendeuropameisterschaften in Belgrad belegte er im 10-m-Turmspringen den 6. Platz und im Kunstspringen vom 1-m-Brett den 4. Platz. Seit 2010 nimmt er außerdem an den Britischen Meisterschaften teil, bei denen er 2 Silber- und 2 Bronzemedaillen gewinnen konnte. Sein bisher größter nationaler Erfolg war die Sieg bei der Britischen Meisterschaft im Kunstspringen vom 3-m-Brett 2014 in Sheffield.
Seit 2014 ist er der Synchronpartner von Tom Daley, mit dem er bei den Commonwealth Games nach nur 7 Tagen gemeinsamen Trainings seinen größten Erfolg feiern konnte und eine Silber-Medaille gewann. Bei den Europameisterschaften erreichten sie den 4. Platz.

## Resultate

### Europameisterschaften
- 9. Platz in Rostock 2013 vom 10-m-Turm
- 4. Platz in Berlin 2014 vom 10-m-Turm beim Synchronspringen mit Tom Daley[3]
- 12. Platz in Berlin 2014 vom 10-m-Turm

### Commonwealth Games
- 6. Platz in Glasgow 2014 vom 10-m-Turm
- 6. Platz in Glasgow 2014 vom 3-m-Brett
- Silber in Glasgow 2014 vom 10-m-Turm mit Tom Daley

### Jugendeuropameisterschaften
- 6. Platz in Belgrad 2011 vom 10-m-Turm
- 4. Platz in Belgrad 2011 vom 1-m-Brett

### Britische Meisterschaften
- 4. Platz in Sheffield 2010 vom 10-m-Turm
- 19. Platz in Sheffield 2010 vom 3-m-Brett
- 11. Platz in Sheffield 2010 vom 1-m-Brett
- 5. Platz in Leeds 2011 vom 10-m-Turm
- 13. Platz in Leeds 2011 vom 3-m-Brett
- 4. Platz in Leeds 2011 vom 1-m-Brett
- Bronze in Sheffield 2012 vom 10-m-Turm
- 4. Platz in Sheffield 2012 vom 3-m-Brett mit Oliver Dingley
- Bronze in Sheffield 2012 vom 10-m-Turm mit Joe Meszaros
- Silber in Plymouth 2013 vom 10-m-Turm
- Silber in Sheffield 2014 vom 3-m-Brett mit Oliver Dingley
- Gold in Sheffield 2014 vom 3-m-Brett